# 加佐郡
加佐郡为過去京都府轄下的郡，已於2006年1月1日因無管轄町村而废除。
在1879年日本實施郡區町村編制法時的轄區包括現在的舞鶴市全部地區、福知山市的東北部地區和宮津市東南部的一小部分地區。

## 歷史
在令制國時代原屬丹波國，後來在奈良時代被分出另設為丹後國，南北朝時代醍醐寺在此設有莊園，而後由一色氏擔任單後的守護大名，並在此建立建部山城作為統管丹後國的中心。
應仁之亂之後，一色氏勢力開始衰退，在戰國時代末期織田信長派遣明智光秀及細川藤孝侵入丹後，此地成為長岡藤孝的領地，細川藤孝引退後曾一度住於此地的田邊城內，也因此在1600年關原之戰中，屬於東軍的細川藤孝曾在此遭到西軍的包圍（田邊城之戰）。
關原之戰後，細川氏被改封至九州的小倉藩，丹後改由京極高知入主，由於京極高知以宮津城為居城，最初此地屬於宮津藩的領地，田邊城也因一國一城令而遭到拆除，但京極高知後來將整個丹後國分為三塊分別傳給三個兒子，其中三男京極高三分到此地，設立了丹後田邊藩，因此也重建了田邊城。
在江戶時代結束前，加佐郡的大部分地區皆為丹後田邊藩之領地，僅西部小部分區域隸屬宮津藩和幕府直屬領。1869年實施版籍奉還後，丹後田邊藩由於與紀伊田邊藩同名之故，改使用田邊城的別名為舞鶴藩，1871年實施廢藩置縣後加佐郡改隸屬新設立的舞鶴縣和宮津縣，但同年立刻又被併入豐岡縣，直到1876年豐岡縣被廢除才被併入京都府。
1879年實施郡區町村編制法時，正式的設置了近代的行政區劃「加佐郡」，郡役所設於舞鶴（位於現在的舞鶴市）。

### 沿革

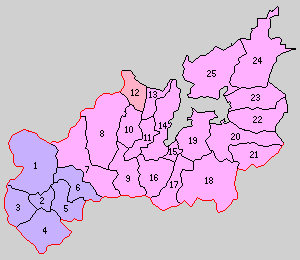
1889年加佐郡轄下的行政區劃：
1.河守上村 2.河守下村 3.河西村 4.河東村 5.有路上村 6.有路下村 7.岡田上村 8.岡田中村 9.岡田下村 10.丸八江村 11.東雲村 12.由良村 13.神崎村 14.四所村 15.舞鶴町 16.高野村 17.中筋村 18.池內村 19.余內村 20.倉梯村 21.與保呂村 22.志樂村 23.朝來村 24.東大浦村 25.西大浦村
（紫色：現屬福知山市、桃色：現屬舞鶴市、紅色：現屬宮津市）

- 1889年04月1日：實施町村制，加佐郡下設河守上村（日语：河守上村）、河守下村、河西村（日语：河西村 (京都府)）、河東村（日语：河東村 (京都府)）、有路上村（日语：有路上村）、有路下村（日语：有路下村）、岡田上村（日语：岡田上村）、岡田中村（日语：岡田中村）、岡田下村（日语：岡田下村）、丸八江村（日语：丸八江村）、東雲村（日语：東雲村 (京都府)）、由良村（日语：由良村）、神崎村（日语：神崎村 (京都府)）、四所村（日语：四所村）、舞鶴町、高野村（日语：高野村 (京都府)）、中筋村（日语：中筋村 (京都府加佐郡)）、池內村（日语：池内村）、余內村（日语：余内村）、倉梯村（日语：倉梯村）、與保呂村（日语：与保呂村）、志樂村（日语：志楽村）、朝來村（日语：朝来村 (京都府)）、東大浦村（日语：東大浦村）、西大浦村（日语：西大浦村）。（1町24村）
- 1899年07月1日：實施郡制（日语：郡制），設立郡參事會（日语：郡参事会）。
- 1890年12月10日：河守下村改制並改名為河守町。（2町23村）
- 1902年06月1日：余內村的余部上地區、余部下地區、和田地區、長濱地區被分出設立為余部町。（3町23村）
- 1906年07月1日：倉梯村的北吸地區、濱地區、溝尻地區、森地區、行永地區、和志樂村的部分地區被分出設立為新舞鶴町（日语：新舞鶴町）。（4町23村）
- 1919年11月1日：余部町改名為中舞鶴町（日语：中舞鶴町）。（5町23村）
- 1923年04月1日：廢除郡會和郡參事會。
- 1926年07月1日：廢除郡役所，此後郡不再作為行政區劃，只作為地名的表示。
- 1928年10月1日：丸八江村和東雲村合併為八雲村（日语：八雲村 (京都府)）。（5町22村）
- 1936年08月1日：四所村、高野村、中筋村、池內村和余內村被併入舞鶴町。（5町17村）
- 1938年08月1日：（2町14村）
  - 舞鶴町改制為舞鶴市，並脫離加佐郡。
  - 新舞鶴町、中舞鶴町、倉梯村、與保呂村、志樂村合併為東舞鶴市（日语：東舞鶴），並脫離加佐郡。
- 1942年08月1日：朝來村、東大浦村、西大浦村被併入東舞鶴市。（2町11村）
- 1951年04月1日：河守上村、河西村、河東村、有路上村、有路下村被併入河守町，同時河守町改名為大江町（日语：大江町 (京都府)）。（2町6村）
- 1955年04月20日：岡田上村、岡田中村、岡田下村、八雲村、神崎村合併為加佐町（日语：加佐町）。（2町1村）
- 1956年09月20日：由良村被併入宮津市。（2町）
- 1957年05月27日：加佐町被併入舞鶴市。（1町）
- 2006年01月1日：大江町被併入福知山市[2]，同時加佐郡因無管轄町村被廢除。

### 變遷表
| 1889年4月1日 | 1889年 - 1926年                   | 1889年 - 1926年                   | 1926年 - 1944年                   | 1926年 - 1944年                   | 1926年 - 1944年                   | 1945年 - 1954年                   | 1945年 - 1954年           | 1955年 - 1988年           | 1955年 - 1988年           | 1989年 - 现在             | 现在                      |
| ------------ | --------------------------------- | --------------------------------- | --------------------------------- | --------------------------------- | --------------------------------- | --------------------------------- | ------------------------- | ------------------------- | ------------------------- | ------------------------- | ------------------------- |
| 河守下村     | 1890年12月10日 改制並改名為河守町 | 1890年12月10日 改制並改名為河守町 | 1890年12月10日 改制並改名為河守町 | 1890年12月10日 改制並改名為河守町 | 1890年12月10日 改制並改名為河守町 | 1890年12月10日 改制並改名為河守町 | 1951年4月1日 改名為大江町 | 1951年4月1日 改名為大江町 | 1951年4月1日 改名為大江町 | 2006年1月1日 併入福知山市 | 2006年1月1日 併入福知山市 |
| 河守上村     | 河守上村                          | 河守上村                          | 河守上村                          | 河守上村                          | 河守上村                          | 1951年4月1日 併入河守町           | 1951年4月1日 改名為大江町 | 1951年4月1日 改名為大江町 | 1951年4月1日 改名為大江町 | 2006年1月1日 併入福知山市 | 2006年1月1日 併入福知山市 |
| 河西村       |                                   |                                   |                                   |                                   |                                   | 1951年4月1日 併入河守町           | 1951年4月1日 改名為大江町 | 1951年4月1日 改名為大江町 | 1951年4月1日 改名為大江町 | 2006年1月1日 併入福知山市 | 2006年1月1日 併入福知山市 |
| 河東村       |                                   |                                   |                                   |                                   |                                   | 1951年4月1日 併入河守町           | 1951年4月1日 改名為大江町 | 1951年4月1日 改名為大江町 | 1951年4月1日 改名為大江町 | 2006年1月1日 併入福知山市 | 2006年1月1日 併入福知山市 |
| 有路上村     |                                   |                                   |                                   |                                   |                                   | 1951年4月1日 併入河守町           | 1951年4月1日 改名為大江町 | 1951年4月1日 改名為大江町 | 1951年4月1日 改名為大江町 | 2006年1月1日 併入福知山市 | 2006年1月1日 併入福知山市 |
| 有路下村     |                                   |                                   |                                   |                                   |                                   | 1951年4月1日 併入河守町           | 1951年4月1日 改名為大江町 | 1951年4月1日 改名為大江町 | 1951年4月1日 改名為大江町 | 2006年1月1日 併入福知山市 | 2006年1月1日 併入福知山市 |
| 岡田上村     | 岡田上村                          | 岡田上村                          | 岡田上村                          | 岡田上村                          | 岡田上村                          | 岡田上村                          | 岡田上村                  | 1955年4月20日 加佐町      | 1957年5月27日 併入舞鶴市  | 舞鶴市                    | 舞鶴市                    |
| 岡田中村     |                                   |                                   |                                   |                                   |                                   |                                   |                           | 1955年4月20日 加佐町      | 1957年5月27日 併入舞鶴市  | 舞鶴市                    | 舞鶴市                    |
| 岡田下村     |                                   |                                   |                                   |                                   |                                   |                                   |                           | 1955年4月20日 加佐町      | 1957年5月27日 併入舞鶴市  | 舞鶴市                    | 舞鶴市                    |
| 丸八江村     | 丸八江村                          | 丸八江村                          | 1928年10月1日 八雲村              | 1928年10月1日 八雲村              | 1928年10月1日 八雲村              | 1928年10月1日 八雲村              | 1928年10月1日 八雲村      | 1955年4月20日 加佐町      | 1957年5月27日 併入舞鶴市  | 舞鶴市                    | 舞鶴市                    |
| 東雲村       |                                   |                                   | 1928年10月1日 八雲村              | 1928年10月1日 八雲村              | 1928年10月1日 八雲村              | 1928年10月1日 八雲村              | 1928年10月1日 八雲村      | 1955年4月20日 加佐町      | 1957年5月27日 併入舞鶴市  | 舞鶴市                    | 舞鶴市                    |
| 神崎村       |                                   |                                   |                                   |                                   |                                   |                                   |                           | 1955年4月20日 加佐町      | 1957年5月27日 併入舞鶴市  | 舞鶴市                    | 舞鶴市                    |
| 四所村       | 四所村                            | 四所村                            | 1936年8月1日 併入舞鶴町           | 1938年8月1日 舞鶴市               | 1943年5月27日 舞鶴市              | 1943年5月27日 舞鶴市              | 1943年5月27日 舞鶴市      | 1943年5月27日 舞鶴市      | 1943年5月27日 舞鶴市      | 舞鶴市                    | 舞鶴市                    |
| 舞鶴町       |                                   |                                   |                                   | 1938年8月1日 舞鶴市               | 1943年5月27日 舞鶴市              | 1943年5月27日 舞鶴市              | 1943年5月27日 舞鶴市      | 1943年5月27日 舞鶴市      | 1943年5月27日 舞鶴市      | 舞鶴市                    | 舞鶴市                    |
| 高野村       | 高野村                            | 高野村                            | 1936年8月1日 併入舞鶴町           | 1938年8月1日 舞鶴市               | 1943年5月27日 舞鶴市              | 1943年5月27日 舞鶴市              | 1943年5月27日 舞鶴市      | 1943年5月27日 舞鶴市      | 1943年5月27日 舞鶴市      | 舞鶴市                    | 舞鶴市                    |
| 中筋村       |                                   |                                   | 1936年8月1日 併入舞鶴町           | 1938年8月1日 舞鶴市               | 1943年5月27日 舞鶴市              | 1943年5月27日 舞鶴市              | 1943年5月27日 舞鶴市      | 1943年5月27日 舞鶴市      | 1943年5月27日 舞鶴市      | 舞鶴市                    | 舞鶴市                    |
| 池內村       |                                   |                                   | 1936年8月1日 併入舞鶴町           | 1938年8月1日 舞鶴市               | 1943年5月27日 舞鶴市              | 1943年5月27日 舞鶴市              | 1943年5月27日 舞鶴市      | 1943年5月27日 舞鶴市      | 1943年5月27日 舞鶴市      | 舞鶴市                    | 舞鶴市                    |
| 余內村       | 余內村                            | 余內村                            | 1936年8月1日 併入舞鶴町           | 1938年8月1日 舞鶴市               | 1943年5月27日 舞鶴市              | 1943年5月27日 舞鶴市              | 1943年5月27日 舞鶴市      | 1943年5月27日 舞鶴市      | 1943年5月27日 舞鶴市      | 舞鶴市                    | 舞鶴市                    |
| 余內村       | 1902年6月1日 部町                 | 1919年11月1日 改名為中舞鶴町      | 1919年11月1日 改名為中舞鶴町      | 1938年8月1日 東舞鶴市             | 1943年5月27日 舞鶴市              | 1943年5月27日 舞鶴市              | 1943年5月27日 舞鶴市      | 1943年5月27日 舞鶴市      | 1943年5月27日 舞鶴市      | 舞鶴市                    | 舞鶴市                    |
| 倉梯村       | 倉梯村                            | 倉梯村                            | 倉梯村                            | 1938年8月1日 東舞鶴市             | 1943年5月27日 舞鶴市              | 1943年5月27日 舞鶴市              | 1943年5月27日 舞鶴市      | 1943年5月27日 舞鶴市      | 1943年5月27日 舞鶴市      | 舞鶴市                    | 舞鶴市                    |
| 倉梯村       | 1906年7月1日 新舞鶴町             |                                   |                                   | 1938年8月1日 東舞鶴市             | 1943年5月27日 舞鶴市              | 1943年5月27日 舞鶴市              | 1943年5月27日 舞鶴市      | 1943年5月27日 舞鶴市      | 1943年5月27日 舞鶴市      | 舞鶴市                    | 舞鶴市                    |
| 志樂村       |                                   |                                   |                                   | 1938年8月1日 東舞鶴市             | 1943年5月27日 舞鶴市              | 1943年5月27日 舞鶴市              | 1943年5月27日 舞鶴市      | 1943年5月27日 舞鶴市      | 1943年5月27日 舞鶴市      | 舞鶴市                    | 舞鶴市                    |
| 志樂村       |                                   |                                   |                                   | 1938年8月1日 東舞鶴市             | 1943年5月27日 舞鶴市              | 1943年5月27日 舞鶴市              | 1943年5月27日 舞鶴市      | 1943年5月27日 舞鶴市      | 1943年5月27日 舞鶴市      | 舞鶴市                    | 舞鶴市                    |
| 與保呂村     |                                   |                                   |                                   | 1938年8月1日 東舞鶴市             | 1943年5月27日 舞鶴市              | 1943年5月27日 舞鶴市              | 1943年5月27日 舞鶴市      | 1943年5月27日 舞鶴市      | 1943年5月27日 舞鶴市      | 舞鶴市                    | 舞鶴市                    |
| 朝來村       | 朝來村                            | 朝來村                            | 朝來村                            | 1942年8月1日 併入東舞鶴市         | 1943年5月27日 舞鶴市              | 1943年5月27日 舞鶴市              | 1943年5月27日 舞鶴市      | 1943年5月27日 舞鶴市      | 1943年5月27日 舞鶴市      | 舞鶴市                    | 舞鶴市                    |
| 東大浦村     |                                   |                                   |                                   | 1942年8月1日 併入東舞鶴市         | 1943年5月27日 舞鶴市              | 1943年5月27日 舞鶴市              | 1943年5月27日 舞鶴市      | 1943年5月27日 舞鶴市      | 1943年5月27日 舞鶴市      | 舞鶴市                    | 舞鶴市                    |
| 西大浦村     |                                   |                                   |                                   | 1942年8月1日 併入東舞鶴市         | 1943年5月27日 舞鶴市              | 1943年5月27日 舞鶴市              | 1943年5月27日 舞鶴市      | 1943年5月27日 舞鶴市      | 1943年5月27日 舞鶴市      | 舞鶴市                    | 舞鶴市                    |
| 由良村       | 由良村                            | 由良村                            | 由良村                            | 由良村                            | 由良村                            | 由良村                            | 由良村                    | 1956年9月20日 併入宮津市  | 1956年9月20日 併入宮津市  | 1956年9月20日 併入宮津市  | 1956年9月20日 併入宮津市  |